# Jack (película de 2014)
Jack es una película alemana de 2014 dirigida por Edward Berger, centrada en la narración de tres días en la vida de un niño que se queda en la calle con su hermano pequeño y sin llaves de casa, mientras su madre sr ausenta.

## Sinopsis
Jack es un niño de diez años que vive con su madre (alegre y cariñosa, pero irresponsable) y su hermano pequeño, debiéndose ocupar de cuidar de este y de la casa. Un día, el pequeño Manuel se quema en el baño, y Jack es internado en un centro social. Su compañero de habitación será un niño introvertido aficionado a la ornitología. Jack le pide que le preste sus prismáticos, y él lo hace con reservas, pues su padre fallecido le prohibió que se los dejara a nadie. 
Jack sufre acoso por parte de Danilo —un compañero mayor— sin que los cuidadores se preocupen demasiado por las marcas visibles que Jack presenta en el cuerpo ocasionalmente. Llegan las vacaciones y Jack prepara sus maletas para volver a casa, pero recibe una llamada de su madre que le dice que se retrasará un par de días. Enfadado y decepcionado vuelve a su habitación, donde encuentra que su compañero le ha dejado como regalo antes de irse los prismáticos encima de la cama. Jack se va a un pantano para usarlos, pero allí se encuentra con Danilo, que lanza los prismáticos al agua, y Jack lo golpea con un palo y lo deja inconsciente.
Abrumado por el peso de la culpa, decide correr a casa. Pero cuando llega, su madre no está. Jack decide ir en busca de su hermano, al que la madre ha dejado en casa de unos amigos, y esperar a que su madre regrese. Pero no tiene las llaves y no puede entrar en casa. Así pasan los días, buscando a su madre, durmiendo por los alrededores y cuidando de Manuel como puede, en medio de un mundo hostil no exento de peligros, en el que a nadie parece importarle la suerte de los pequeños.

## Trasfondo
La película se propone retratar el drama silencioso de tantos niños y niñas que, debido a la inmadurez de sus progenitores y llevando de cara al mundo una vida aparentemente normal, se enfrentan a responsabilidades que son desproporcionadas para su edad.

«Parece que la mayor parte del público ha incluido a Jack en esa pestaña que llaman cine social, un retrato realista sobre una situación que merece ser denunciada. Sin embargo yo no alcanzo a ver más que un par de paradojas: sobre niños adultos y adultos niños. (...) Edward Berger pensó en hacer esta película después de observar a un amigo de su hijo caminando con su mochila en domingo calle arriba. El director vive cerca de un centro de acogida y tras ver aquella imagen quiso tirar del hilo. Y tirando del hilo descubrió ese submundo de padres inmaduros incapaces de cuidar de sus hijos. Pero no centró en eso su película, sino en la parsimonia de la sociedad ante tal estado de inmadurez.»

## Crítica
La película recibió críticas favorables del público y de los especialistas. Bonet apuntó en La Vanguardia que "Jack reunía todos los requisitos para ser una película llorona, superficial y repleta de trampas para enternecer al espectador. Edward Berger se aleja radicalmente de ello: confecciona un relato sin concesiones y sin dar tregua al espectador.
Por su parte, Elisenda N. Frisach concluye:

«En consecuencia, ¿qué le cabe esperar a quien decida ver Jack? Pues asistir a unos 100 minutos de metraje cargados de emoción mesurada y elegante, que son además espejo de la vida "en silenciosa desesperación" (según la famosa frase de Thoreau) llevada por millones de personas muy cercanas a nosotros y que, sin embargo, estamos lamentablemente habituados a ignorar.»

## Premios
- 2014: Premio de la Audiencia en el festival Mecklenburg-Vorpommern en Schwerin.

— Premio de la Audiencia en el festival de cine alemán Ludwigshafen.
— Premio al mejor guion en el Fünf-Seen-Filmfestival en Starnberg.
— Filmfest Lünen.
— Deutscher Regiepreis Metropolis a la mejor película.
- 2015: Bavarian Film Prize.

— European Youth Film Festival de Flanders, Best Feature Film.
— Nominación al premio de cine alemán Prize Lola en tres categorías, entre ellas mejor director y mejor guion.
— German Film Prize en Silver a la mejor película.

## Otros datos
La banda sonora incluye el tema "Funeral for My Future Children", incluido en el álbum Ceremony de la artista sueca Anna von Hausswolff.